# Hantkenina
Genre
Hantkenina est un genre fossile de foraminifères de la famille des Hantkeninidae, de l'ordre des Rotaliida et de la classe des Globothalamea.

## Classification
Le genre Hantkenina est décrit en 1924 par le scientifique américain Joseph Augustine Cushman (d) (1881-1949),.

## Liste des espèces
Selon le World Register of Marine Species (16 mai 2018) :
- †Hantkenina alabamensis Cushman, 1925
- †Hantkenina australis Finlay, 1939
- †Hantkenina brevispina Cushman, 1925
- †Hantkenina compressa Parr, 1947
- †Hantkenina danvillensis Howe & Wallace, 1934
- †Hantkenina dumblei Weinzierl & Applin, 1929
- †Hantkenina gohrbandti Rögl & Egger, 2011
- †Hantkenina lazzarii Pericoli, 1959
- †Hantkenina lehneri Cushman & Jarvis, 1929
- †Hantkenina liebusi Shokhina, 1937
- †Hantkenina mccordi Howe & Wallace, 1932
- †Hantkenina mexicana Cushman, 1925
- †Hantkenina nanggulanensis Hartono, 1969
- †Hantkenina primitiva Cushman & Jarvis, 1929
- †Hantkenina singanoae Pearson & Coxall in Coxall & Pearson, 2006

## Stratigraphie
La strate ultime de l'Yprésien coïncide avec l'apparition des foraminifères du genre Hantkenina. La base du Rupélien a été définie par l'extinction de Hantkenina.

## Étymologie
Le nom du genre Hantkenina lui a été donné en l'honneur de Max Hantken von Prudnik (d) (1821-1893), paléontologue austro-hongrois.

### Publication originale
- [1925] (en) Joseph A. Cushman, « A new genus of Eocene Foraminifera », Proceedings of the United States National Museum, vol. 66, no 30,‎ 1925, p. 1-4 (lire en ligne, consulté le 17 mai 2020). .